# Sotonera Lacus
Der Sotonera Lacus ist ein Methansee auf dem Saturnmond Titan. Er ist nach dem Sotonerasee in Spanien benannt. Sein mittlerer Durchmesser beträgt 63 km. Er befindet sich in den Koordinaten 76,75 N / 17,49 W.